# Латма
Ла́тма (ивр. לאטמה‎, англ. Latma) — израильский сайт сатиры и критики СМИ на иврите. Основатель этого веб-сайта и его главный редактор — журналистка Кэролайн Глик, лауреат Премии Сионистской организации Америки имени Бена Хекта за выдающийся вклад в журналистику и Израильской премии за критику СМИ. В 2015 году программа Латмы транслировалась по 1-му каналу израильского телевидения, а в 2020 году по 20-му каналу.
За сайтом стоит группа журналистов и сценаристов Израиля, которых довело до белого каления поведение израильских СМИ и заставило взяться за оружие, то есть за перо. Опыт других подсказал им, что убедительнее всего на аудиторию может подействовать сатира.

## Руководство «Латмы»
- Кэролайн Глик, главный редактор
- Шломо Бласс, директор сайта
- Шуки Бласс, создатель контента
- Авишай Иври, редактор контента
- Иегуда Сафра

## Исторические факты
Сайт «Латма» был основан в 2009 году журналисткой Кэролайн Глик, которая является его главным редактором.
Название сайта, «Латма», (арабск. — «удар») — символизирует оплеуху СМИ за отсутствие плюрализма и отрезвляющую пощёчину обществу для того, чтобы оно проснулось.
В 2011 году «Латма» стала первым веб-сайтом, которому присуждена премия Абрамовича за критику СМИ.

## Латма на Гостелерадио
В апреле 2011 года было сообщено о том, что сатирическая программа «Латма» выйдет на экраны 1-го канала. Перед тем как утвердить бюджет на 13 передач этой программы Управление телерадиовещания обсуждало его в течение 6 лет. В июле 2013 года Кэролайн Глик рассказала о том, что утверждение этой программы неоднократно откладывалось, и она была утверждена лишь два месяца тому назад.
В августе 2013 года Латма сообщила о том, что её переговоры с 1-м каналом о выпуске сатирической телепрограммы оказались пустой тратой времени. На основании предварительной договорённости с каналом Латма подготовилась к выпуску получасовой телепередачи и, в частности, расширила свою команду и увеличила бюджет видеопрограммы «Новости Клана». Однако после того, как общественный телеканал отказался от своих обещаний, программа «Новости Клана» не только не превратилась в сатирическую телепрограмму, но и прекратила еженедельные выпуски на сайте Латмы ввиду ограниченных финансовых ресурсов. 16 августа 2013 года вышла в свет последняя 202-я передача «Новостей Клана». В своём обращении к посетителям сайта основательница Латмы Кэролайн Глик заявила: «Хотя мне больно, что мы не вышли на телевидение, но меня это вовсе не удивляет. Ведь мы основали Латму именно потому, что при нынешнем состоянии телевидения у огромной аудитории наших телезрителей нет возможности выражать свои мысли».
По просьбе депутата Кнессета Аелет Шакед в ноябре 2013 года комиссия кнессета по образованию, культуре и спорту обсудит причины невключения сатирической телепрограммы «Латма» в сетку вещания 1-го канала. Шакед сообщила, что помимо Латмы Управлению телерадиовещания были предложены ещё две сатирические программы, имеющие левую политическую ориентацию. Обе эти программы включены в сетку канала, а просьба Латмы отклонена. Комиссия Кнессета проверит процесс принятия решений телерадиовещанием, которое отвергло кандидатуру Латмы, несмотря на предварительные обязательства.
Заседания комиссия Кнессета по образованию, культуре и спорту, связанные с трансляцией программы Латмы на 1-м канале, состоялись 18 ноября 2013 года и 6 января 2014 года. На заседаниях присутствовали председатель и гендиректор Управления телерадиовещания. На первом заседании обсуждались причины задержки подписания договора с Латмой и было решено, что комиссия получит доклад о том, был ли подписан договор 1 января 2014 года. На втором заседании председатель комиссии депутат Амрам Мицна отметил, что комиссия вынуждена была вмешаться в процедуру принятия решений Управлением телерадиовещания, так как «в процессе двух заседаний выяснилось, что действительность в деле Латмы превосходит всякое воображение». Несмотря на вмешательство комиссии Кнессета, договор с Латмой не был подписан.
Некоторые авторы критикуют подобный метод принятия решений, полагая, что «Управление телерадиовещания теряет право на существование, если оно не способно принять решение относительно определенных программ, таких как, например, сатирическая программа Латма, имеющая сионистскую направленность».
4 ноября 2014 года после многолетних переговоров главный редактор Управления телерадиовещания Йона Визенталь подписал с Латмой договор о трансляции её программы на 1-м канале. Предполагается, что первая передача выйдет на телеэкраны в феврале 2015 года.
Программа Латмы на 1-м канале получила название «Ха-коль шафит» (Судить можно всё и обо всем можно судить) и её первая трансляция состоится 5—6 февраля 2015 года.

## Идеология
Свою позицию идеологи сайта формулируют следующим образом: «Мы пришли к выводу, что единственный путь повысить уровень общественной дискуссии в Израиле и сделать его приемлемым для израильской общества — это раскрыть истинное лицо прессы в целом и новостных передач в частности».
О серьёзности намерений команды «Латмы» свидетельствует зубастый человечек с канистрой, который ходит по сайту и сжигает все то, что доводит его до белого каления. В отличие от добродушного Срулика, терпевшего грязь СМИ, зубастый человечек вступил в бескомпромиссную борьбу за чистоту прессы.
Мнение команды «Латмы» о поведении центральных израильских СМИ можно сравнить с мнением, бытующим на российском интернет-телевидении: «Власть центральных каналов, особенно в России, всем давно поперёк горла: они оглупляют массы, гонят чернуху, культивируют попсу и пилят бюджеты. А значит, все надежды опять на Интернет».

## Рубрикация сайта
- «Новости» — постоянно обновляются в течение дня
- «Новости Клана» — еженедельная видеопрограмма, имеющая нарастающий успех. Программа является пародией на выпуски новостей центральных израильских телеканалов. Поведение обоих ведущих «Новостей Клана» выдает их как представителей журналистского цеха, то есть бранжи или клана. Обычно в студию передачи приходят гости, многие из которых тоже из бранжи. Примером может быть передача «Новости Клана с Розенкранцем и Гильденштерном»[18]. Всякое совпадение этой передачи с реально существующей программой «Лондон и Киршенбаум» не является случайным.
- «День, которого не было»
- «Викимедиа» — доска почёта акул пера и микрофона
- «Разложим каналы по полочкам»
- История
  - «Несбывшиеся пророчества»
  - «Газетные утки»
  - «Ностальгия»
  - «Видеоархив» — не только «Новости Клана»
- «Токбэкисты»
- «Полевой трибунал»
- «Чапха» — наши герои
- LatmaTV
  - Видео с английскими субтитрами
  - Специальные гости
  - Наш репортёр и комментатор
  - Полные выпуски
  - Музыкальные выпуски
  - Проф. Ловенголо

## Участники LatmaTV
- Кэролайн Глик, главный редактор
- Таль Гилад, главный сценарист
- Иегуда Сафра, сценарист
- Шломо Бласс, Авишай Иври, Шуки Бласс — редколлегия
- Мени Асаяг, сценарист и артист в роли телеведущего
- Эльханан Эвен-Хен, артист в роли телеведущего
- Ронит Авраамов-Шапиро, актриса в роли телеведущей
- Ноам Якобсон, артист, исполняющий роль всех интервьюируемых
- Элиэзер Шимон, артист, играет самые разнообразные роли
- Яир Пелед, графическое оформление
- Авив Красоцки, режиссёр и оператор
- Я. А. Красоцки, режиссёр
- Карни Эльдад, музыкальное производство
- Офир Штайнбаум, продюсер и оператор
- Моше Алафи, главный продюсер

Участники «Латмы» в прошлом:
- Уши Дерман, главный сценарист и продюсер
- Арэль Сегаль, артист и сценарист
- Морис Кандиоти, режиссёр и оператор

## «Мы обманули мир»
В очередной программе «Новости Клана», по следам инцидента на судне «Мармара» 31 мая 2010 года, появившейся на Интернете вместе с первой версией этой статьи, впервые прозвучала песня «Мы обманули мир». Всего за несколько дней этот видеоклип посмотрели в интернете более 1.5 миллиона человек, оставлено более 30 тысяч откликов. И хотя в песне поется, что «правда никогда не найдет свой путь к вашему телевизору», — в интернете всё иначе.
На сайте YouTube эта песня уже снабжена субтитрами на русском языке, что случилось с Латмой впервые.
Вследствие жалобы компании Warner/ Chappell Music, Inc., владеющей авторскими правами на музыку, администрация YouTube решила удалить со своего сайта песню-пародию «Мы обманули мир». Латма подала апелляцию против этого решения, а между тем на YouTube можно познакомиться c её новой песней-пародией
«Три Террора».

## Характеристики сайта
- Используется сервис YouTube для просмотра видеозаписей
- Сайт оснащен тегами, представляющими термины в области СМИ, а также возможностью поиска на сайте
- Имеется возможность подписаться на рассылку «Латмы»
- Онлайновая форма для жалобы на СМИ
- Онлайновая форма для контакта с сайтом

## «Латма» и другие сатирические программы
Многие авторы, пишущие о «Латме», утверждают, что сайт был создан как ответ «правых» на сатирическую телепрограмму «Эрец Нехедерет» («Прекрасная страна»), имеющую левый уклон.
Такой чрезмерно упрощенный взгляд, подменяющий идеологию «Латмы» в области национальной дискуссии и критики СМИ политической идентификацией, искажает действительность. Тем не менее, отметим существенные различия между телепрограммой «Эрец нехедерет» и сайтом «Латма»:
- «Латма» является сатирой, в то время как «Эрец нехедерет» — это скорее развлекательная телепрограмма
- «Эрец нехедерет» затрачивает на каждую отснятую сценку более чем $150,000, а «Латме» такой бюджет и не снился (согласно интервью Арэля Сегаля в Jerusalem Post).